# Stoke Rochford Hall
Stoke Rochford Hall est une grande maison de campagne, à proximité d'un parcours de golf, à côté de l'autoroute A1, dans le sud du Lincolnshire, en Angleterre. Le parc et les jardins de Stoke Rochford Hall sont classés Grade II* au registre des parcs et jardins historiques.

## Histoire

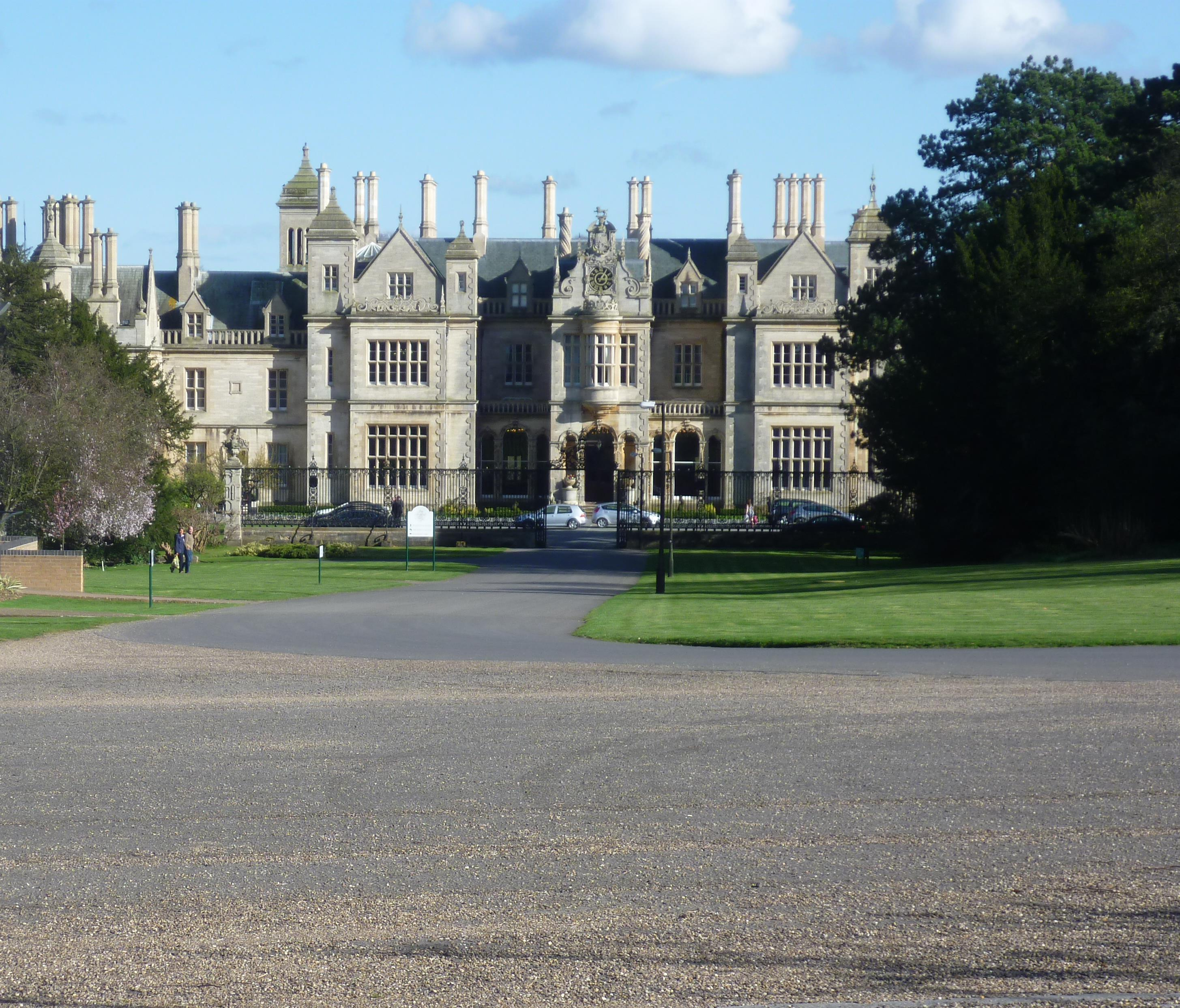
La façade centrale

Les vestiges d'une villa romaine et de bains publics ont été identifiés par William Stukeley en 1739 et de nouveau en 1824 et 1960. Aucune ruine importante n'est préservée.
La famille Neville possède une maison sur le site au XIVe siècle. Le domaine passe aux Rochford au XVe siècle, d'où le nom du domaine, et aux Coneys au XVIe siècle. Le domaine est acheté par Edmund Turnor à l'époque où il est fait chevalier en 1663. La grande maison qu'il commence à construire en 1665 est démolie en 1774. En 1794, les Turnor construisent une maison plus petite à Stoke qui est remplacée par la structure actuelle dans les années 1840. Le domaine est occupé par Harry Wyndham Jefferson et son épouse Gwendolen Mary Talbot au début du XXe siècle.
Le bâtiment actuel datant de 1843 est conçu par l'architecte William Burn pour Christopher Turnor. Pendant le reste du XIXe siècle et au début du XXe siècle, il appartient à la famille Turnor. Le petit-fils de Christopher Turnor vend 6000 acres du domaine Wragby en 1917. Il commence à organiser des conférences d'été dans la maison. En août 1940, le domaine est repris par son cousin germain, le major Herbert Broke Turnor.
En 1940, la maison est réquisitionnée par le War Office et utilisée à diverses fins. Il devient le quartier général du deuxième bataillon du régiment de parachutistes. Le malheureux « largage » d'Arnhem de 1944 est organisé dans la bibliothèque de Stoke Rochford.
La maison est achetée au War Office par le conseil du comté de Kesteven en 1948 et devient  le siège du Kesteven College of Education, une école de formation d'enseignants qui ferme ses portes en 1978. Il conserve un lien avec l'éducation, en tant que centre de formation et de conférence du Syndicat national des enseignants. Il n'est pas uniquement utilisé par le NUT, mais aussi par des organisations nationales et des entreprises pour des conférences ou des séminaires en raison de sa situation à proximité de l'A1 et de la gare de Grantham. Le 25 janvier 2005, un incendie ravage l'intérieur de la maison. Elle est restaurée par English Heritage sur trois ans pour un coût de 12 millions de livres sterling.
La maison dispose de salles de banquet, d'un club de sport et d'un restaurant, et est utilisée pour les réceptions de mariage et les fêtes. En 2016, elle est vendue au groupe Talash Hotels. Le 17 avril 2018, Stoke Rochford Hall rejoint Best Western Hotels and Resorts en Grande-Bretagne dans le cadre de sa BW Premier Collection.

## Style architectural

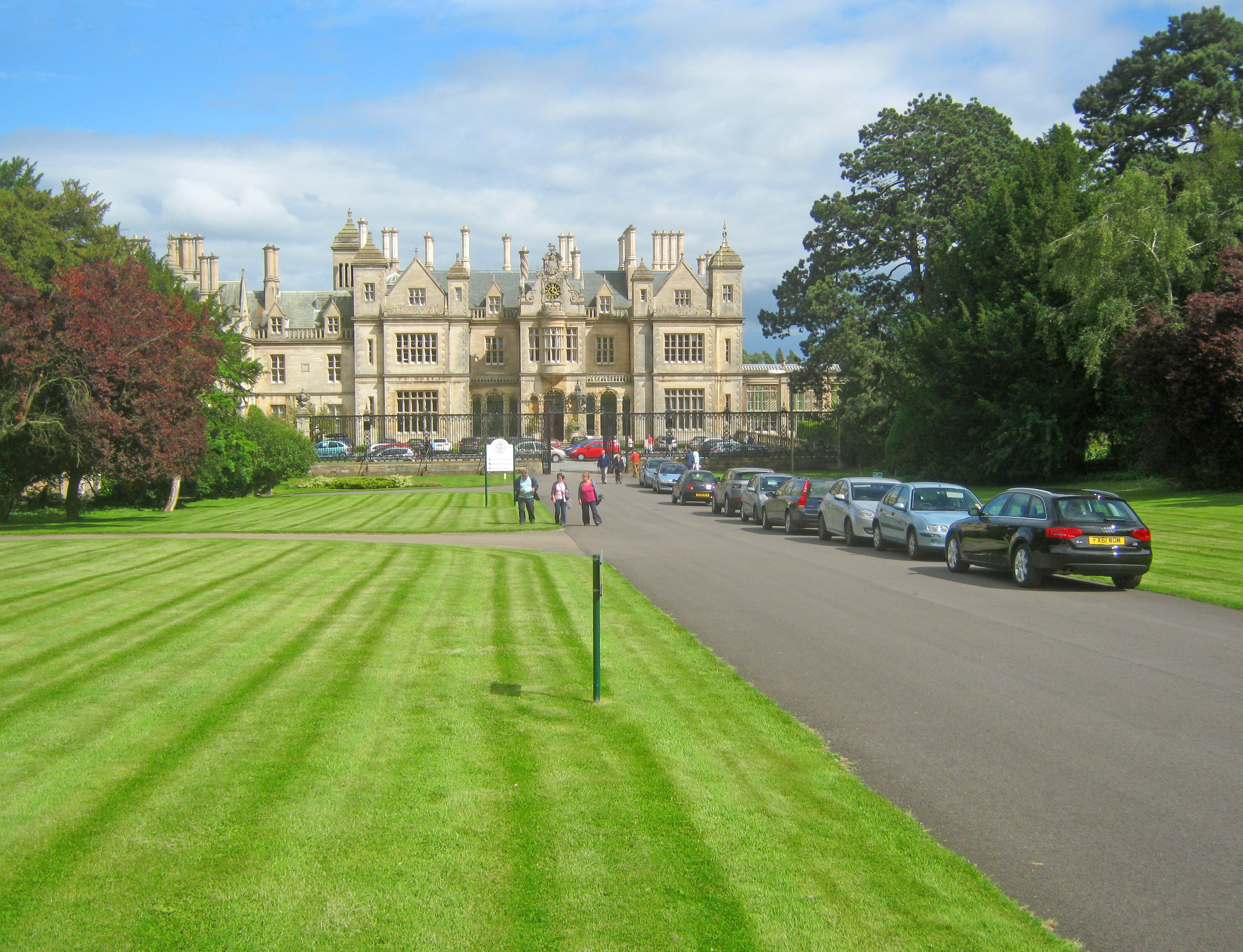

La maison est construite dans un style jacobéen, avec de nombreuses cheminées. Elle est conçue par William Burn, qui a également aménagé les jardins en collaboration avec William Andrews Nesfield. Le pavillon d'entrée, également de style jacobéen, est conçu en 1834 par Cornelius Sherborne.
La façade avant des écuries élisabéthaines est reconstruite et les frontispices en pierre sont toujours debout dans le parc avec les dates 1676 et 1704, représentant leur construction et reconstruction d'origine.
Un parcours de golf est aménagé en 1924 par Christopher Turnor. Il est toujours utilisé et abrite le club de golf de Stoke Rochford.